# Brillon-en-Barrois
Pour les articles homonymes, voir Brillon (homonymie) et Barrois (homonymie).
Brillon-en-Barrois est une commune française située dans le département de la Meuse, en région Grand Est.

## Géographie
Le territoire de la commune est limitrophe de 7 communes.  
| Trémont-sur-Saulx | Combles-en-Barrois |                      |
| Ville-sur-Saulx   | Brillon-en-Barrois | Montplonne           |
| Saudrupt          | Haironville        | Bazincourt-sur-Saulx |

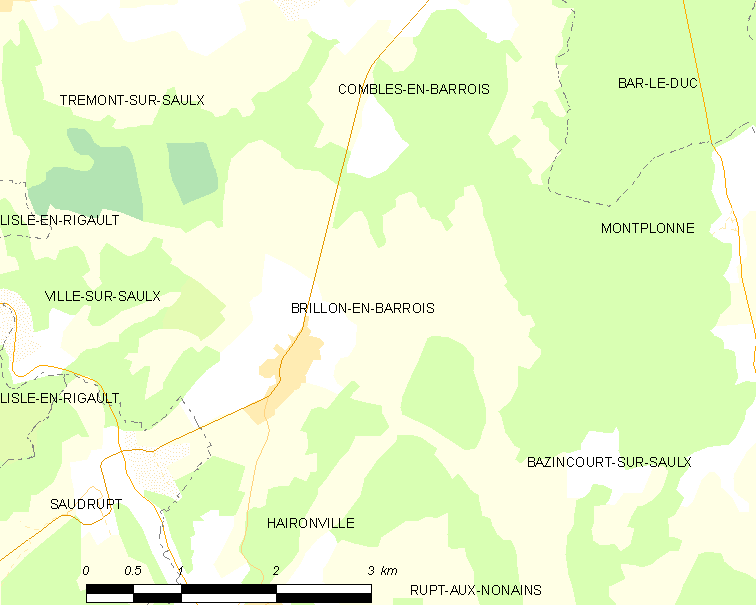
Carte de la commune.
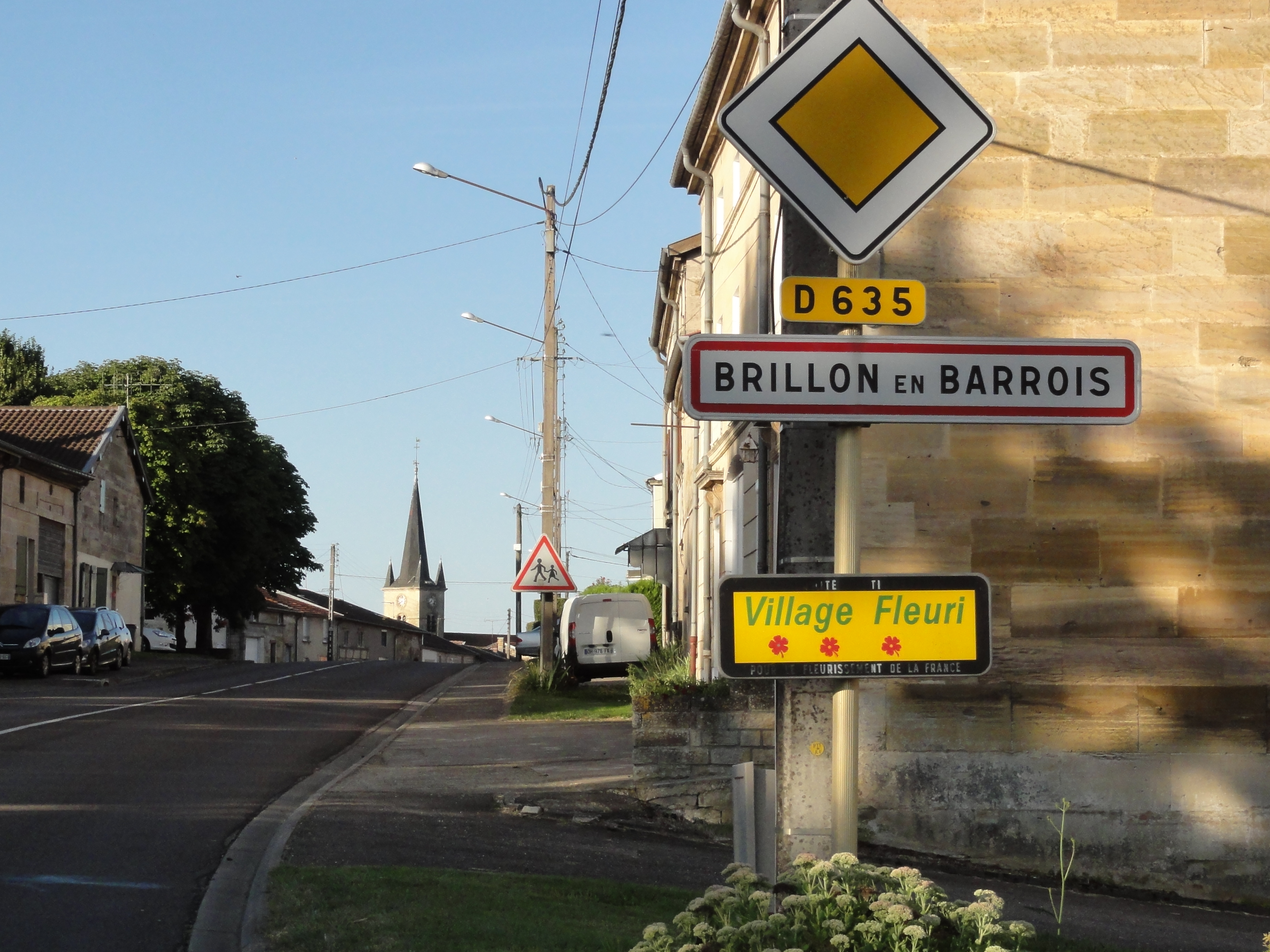
Entrée de Brillon-en-Barrois.

### Hydrographie
La commune est dans la région hydrographique « la Seine de sa source au confluent de l'Oise (exclu) » au sein du bassin Seine-Normandie. Elle n'est drainée par aucun cours d'eau,.

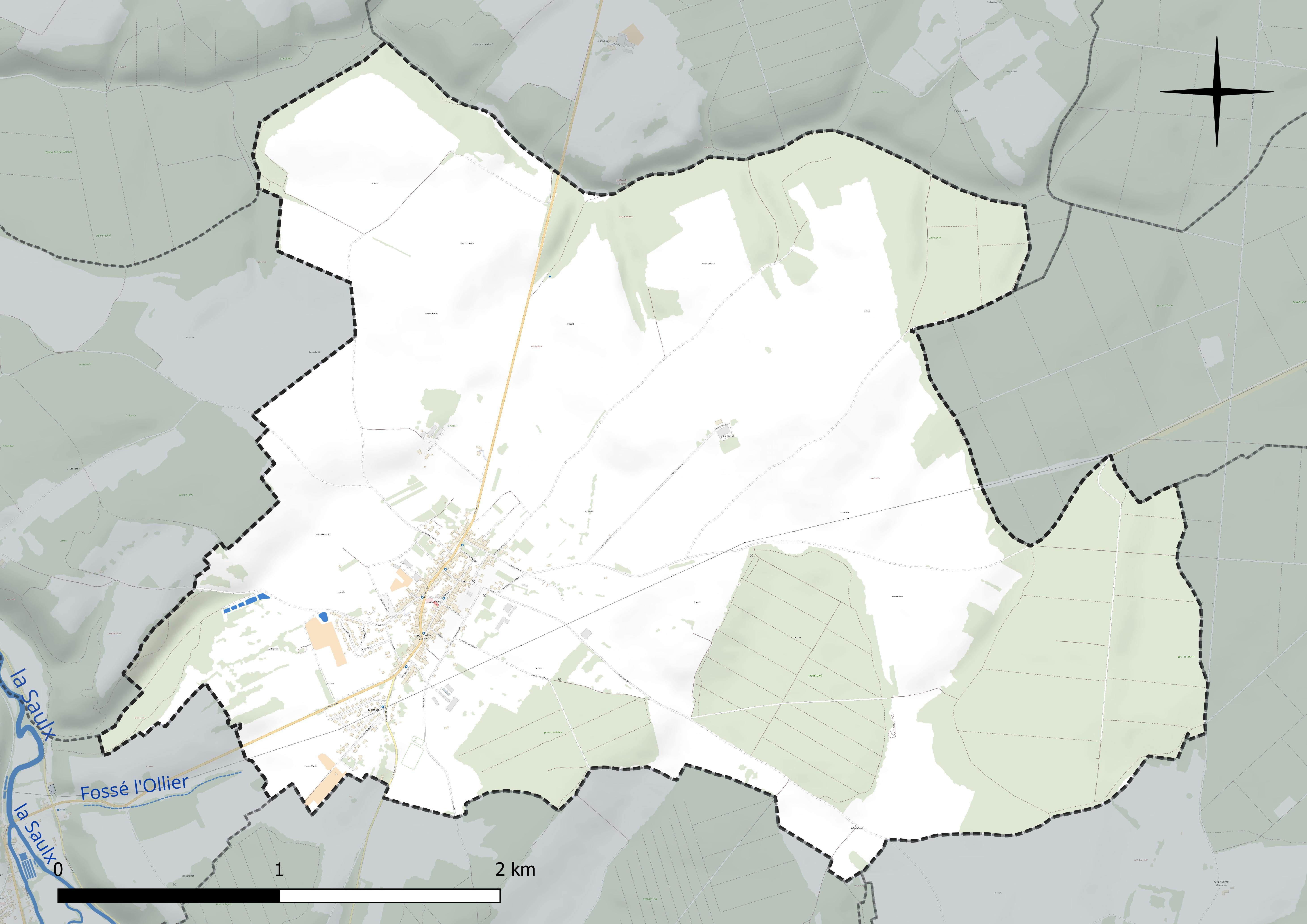
Réseau hydrographique de Brillon-en-Barrois.

### Climat
Pour des articles plus généraux, voir Climat du Grand Est et Climat de la Meuse.
En 2010, le climat de la commune est de type climat de montagne, selon une étude du Centre national de la recherche scientifique s'appuyant sur une série de données couvrant la période 1971-2000. En 2020, Météo-France publie une typologie des climats de la France métropolitaine dans laquelle la commune est exposée à un climat océanique altéré et est dans la région climatique  Lorraine, plateau de Langres, Morvan, caractérisée par un hiver rude (1,5 °C), des vents modérés et des brouillards fréquents en automne et hiver. 
Pour la période 1971-2000, la température annuelle moyenne est de 9,9 °C, avec une amplitude thermique annuelle de 16 °C. Le cumul annuel moyen de précipitations est de 1 001 mm, avec 13,6 jours de précipitations en janvier et 9,6 jours en juillet. Pour la période 1991-2020, la température moyenne annuelle observée sur la station météorologique de Météo-France la plus proche, « Behonne_sapc », sur la commune de Behonne à 11 km à vol d'oiseau, est de 11,0 °C et le cumul annuel moyen de précipitations est de 855,7 mm. 
La température maximale relevée sur cette station est de 40,4 °C, atteinte le 25 juillet 2019 ; la température minimale est de −16,4 °C, atteinte le 20 décembre 2009,,. 
Les paramètres climatiques de la commune ont été estimés pour le milieu du siècle (2041-2070) selon différents scénarios d'émission de gaz à effet de serre à partir des nouvelles projections climatiques de référence DRIAS-2020. Ils sont consultables sur un site dédié publié par Météo-France en novembre 2022.

## Urbanisme

### Typologie
Au 1er janvier 2024, Brillon-en-Barrois est catégorisée commune rurale à habitat dispersé, selon la nouvelle grille communale de densité à sept niveaux définie par l'Insee en 2022.
Elle est située hors unité urbaine. Par ailleurs la commune fait partie de l'aire d'attraction de Bar-le-Duc, dont elle est une commune de la couronne,. Cette aire, qui regroupe 86 communes, est catégorisée dans les aires de 50 000 à moins de 200 000 habitants,.

### Occupation des sols

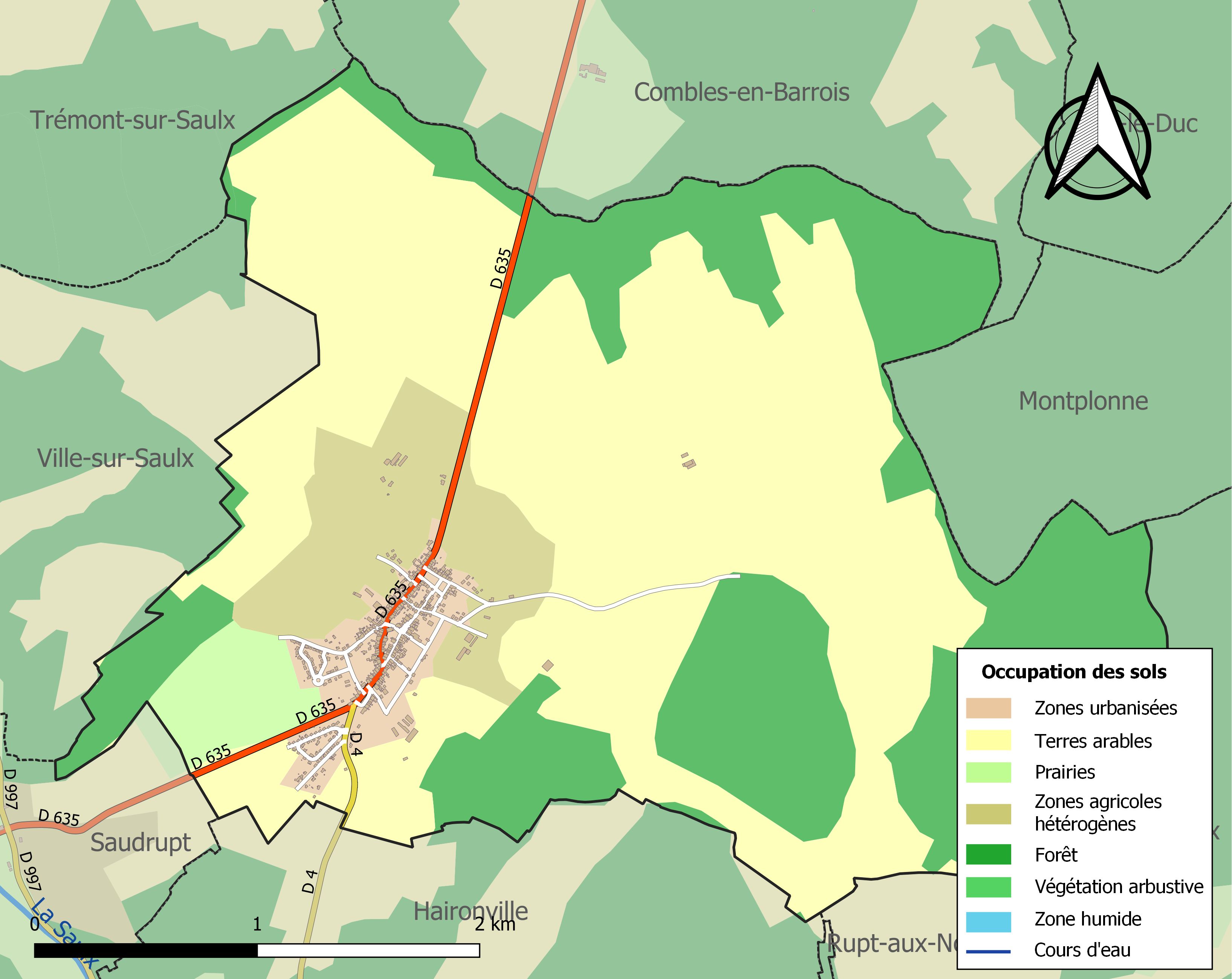
Carte des infrastructures et de l'occupation des sols de la commune en 2018 (CLC).

L'occupation des sols de la commune, telle qu'elle ressort de la base de données européenne d’occupation biophysique des sols Corine Land Cover (CLC), est marquée par l'importance des territoires agricoles (62 % en 2018), une proportion sensiblement équivalente à celle de 1990 (62,3 %). La répartition détaillée en 2018 est la suivante : terres arables (50,9 %), forêts (33,9 %), zones agricoles hétérogènes (8,3 %), zones urbanisées (4,1 %), prairies (2,8 %). L'évolution de l’occupation des sols de la commune et de ses infrastructures peut être observée sur les différentes représentations cartographiques du territoire : la carte de Cassini (XVIIIe siècle), la carte d'état-major (1820-1866) et les cartes ou photos aériennes de l'IGN pour la période actuelle (1950 à aujourd'hui).

## Toponymie
Le nom de la localité est attesté sous les formes Brilloni villa au Xe siècle, Brillonivilla au XIe siècle, Brillon en 1225.
Le Barrois (lorrain de Bar-le-Duc) est une micro-région naturelle de France couvrant environ le quart sud-ouest du département de la Meuse.

## Histoire
- Le 27 octobre 1870, le ballon monté Godefroy Cavaignac s'envole, avec comme passager Émile de Kératry, de la gare d'Orléans à Paris alors assiégée par les prussiens et termine sa course à Brillon-en-Barrois après avoir parcouru 257 kilomètres[16].
- Le 6 novembre 1916, le Président Raymond Poincaré assistera à une remise de décorations à la suite de la victoire du fort de Douaumont et la reprise du fort de Vaux (première offensive de Verdun 1916).

- Dans la nuit du 15 au 16 juin 1940, lors de la deuxième phase de la campagne de France, des soldats allemands, appartenant probabalement à la 6e Panzerdivision allemande, massacrèrent dans la forêt de Brillon une cinquantaine de tirailleurs sénégalais prisonniers, dont de nombreux blessés, appartenant au 12e régiment de tirailleurs sénégalais[17].

## Politique et administration
| Période                                  | Période   | Identité                                        | Étiquette | Qualité                          |
| ---------------------------------------- | --------- | ----------------------------------------------- | --------- | -------------------------------- |
| Les données manquantes sont à compléter. |           |                                                 |           |                                  |
| (maire en 1981)                          |           | Marcel Rondeau                                  |           |                                  |
| avant 1995                               | ?         | André Naly                                      |           |                                  |
| mars 2001                                | mars 2014 | Jean Marguet                                    |           |                                  |
| mars 2014                                | En cours  | Florent Renaudin Réélu pour le mandat 2020-2026 |           | professeur d’histoire géographie |

## Population et société

### Démographie

#### Évolution démographique
L'évolution du nombre d'habitants est connue à travers les recensements de la population effectués dans la commune depuis 1793. Pour les communes de moins de 10 000 habitants, une enquête de recensement portant sur toute la population est réalisée tous les cinq ans, les populations de référence des années intermédiaires étant quant à elles estimées par interpolation ou extrapolation. Pour la commune, le premier recensement exhaustif entrant dans le cadre du nouveau dispositif a été réalisé en 2004.

En 2022, la commune comptait 713 habitants, en évolution de +8,19 % par rapport à 2016 (Meuse : −4,4 %, France hors Mayotte : +2,11 %).
| 1793 | 1800 | 1806 | 1821 | 1831 | 1836 | 1841 | 1846 | 1851 |
| ---- | ---- | ---- | ---- | ---- | ---- | ---- | ---- | ---- |
| 708  | 651  | 759  | 801  | 873  | 874  | 863  | 906  | 959  |

| 1856 | 1861 | 1866 | 1872 | 1876 | 1881 | 1886 | 1891 | 1896 |
| ---- | ---- | ---- | ---- | ---- | ---- | ---- | ---- | ---- |
| 925  | 911  | 920  | 846  | 830  | 760  | 767  | 690  | 644  |

| 1901 | 1906 | 1911 | 1921 | 1926 | 1931 | 1936 | 1946 | 1954 |
| ---- | ---- | ---- | ---- | ---- | ---- | ---- | ---- | ---- |
| 596  | 565  | 491  | 463  | 436  | 387  | 403  | 438  | 404  |

| 1962 | 1968 | 1975 | 1982 | 1990 | 1999 | 2004 | 2006 | 2009 |
| ---- | ---- | ---- | ---- | ---- | ---- | ---- | ---- | ---- |
| 451  | 448  | 528  | 552  | 630  | 609  | 602  | 595  | 589  |

| 2014 | 2019 | 2022 | - | - | - | - | - | - |
| ---- | ---- | ---- | - | - | - | - | - | - |
| 632  | 696  | 713  | - | - | - | - | - | - |

## Culture locale et patrimoine

### Lieux et monuments
- Église Saint-Evre de Brillon-en-Barrois.
- Monument aux morts.
- Statue de la Vierge.
- Croix de chemin.
- Copie du velocipède Michaux.

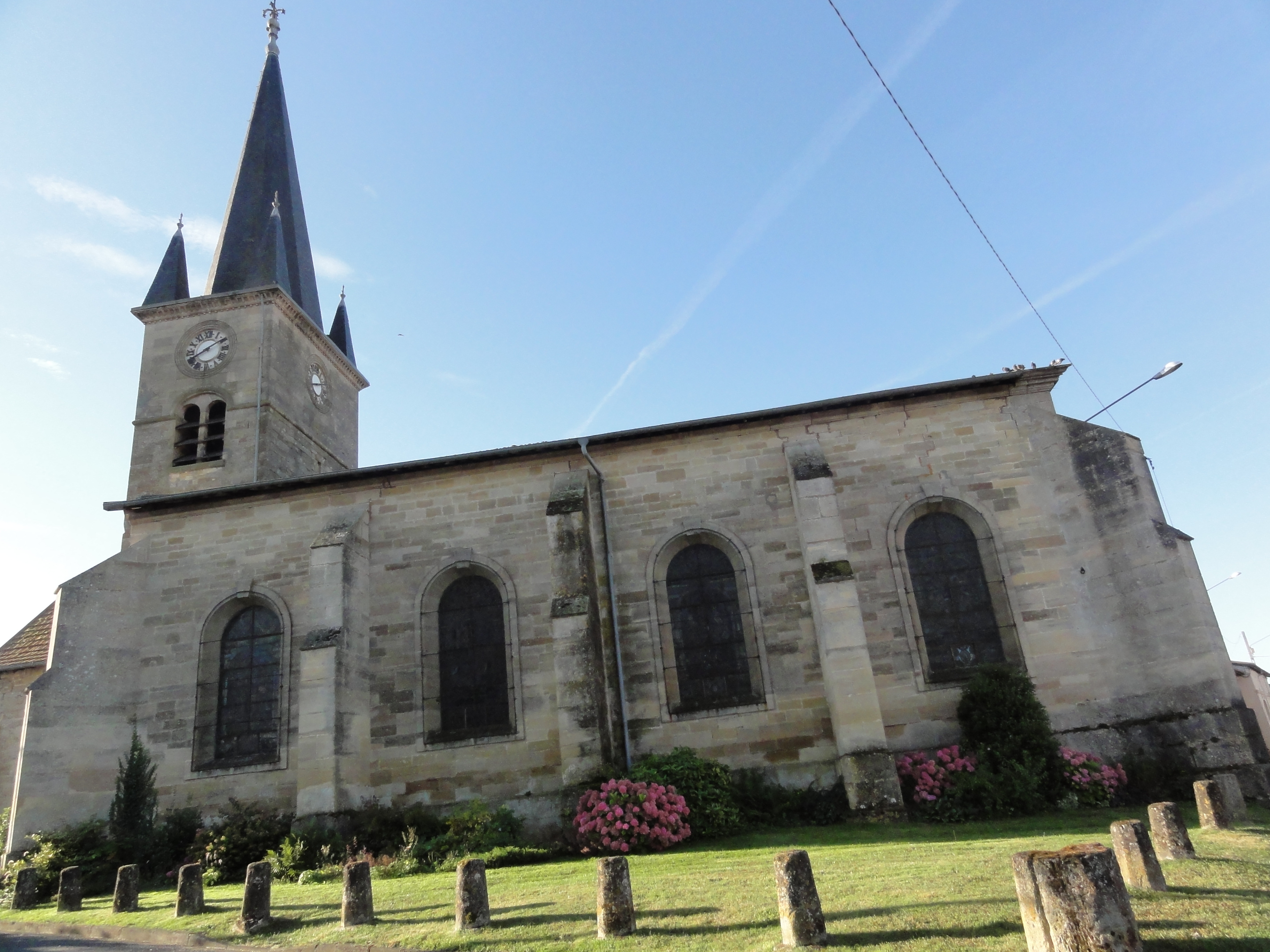
Église Saint-Evre.
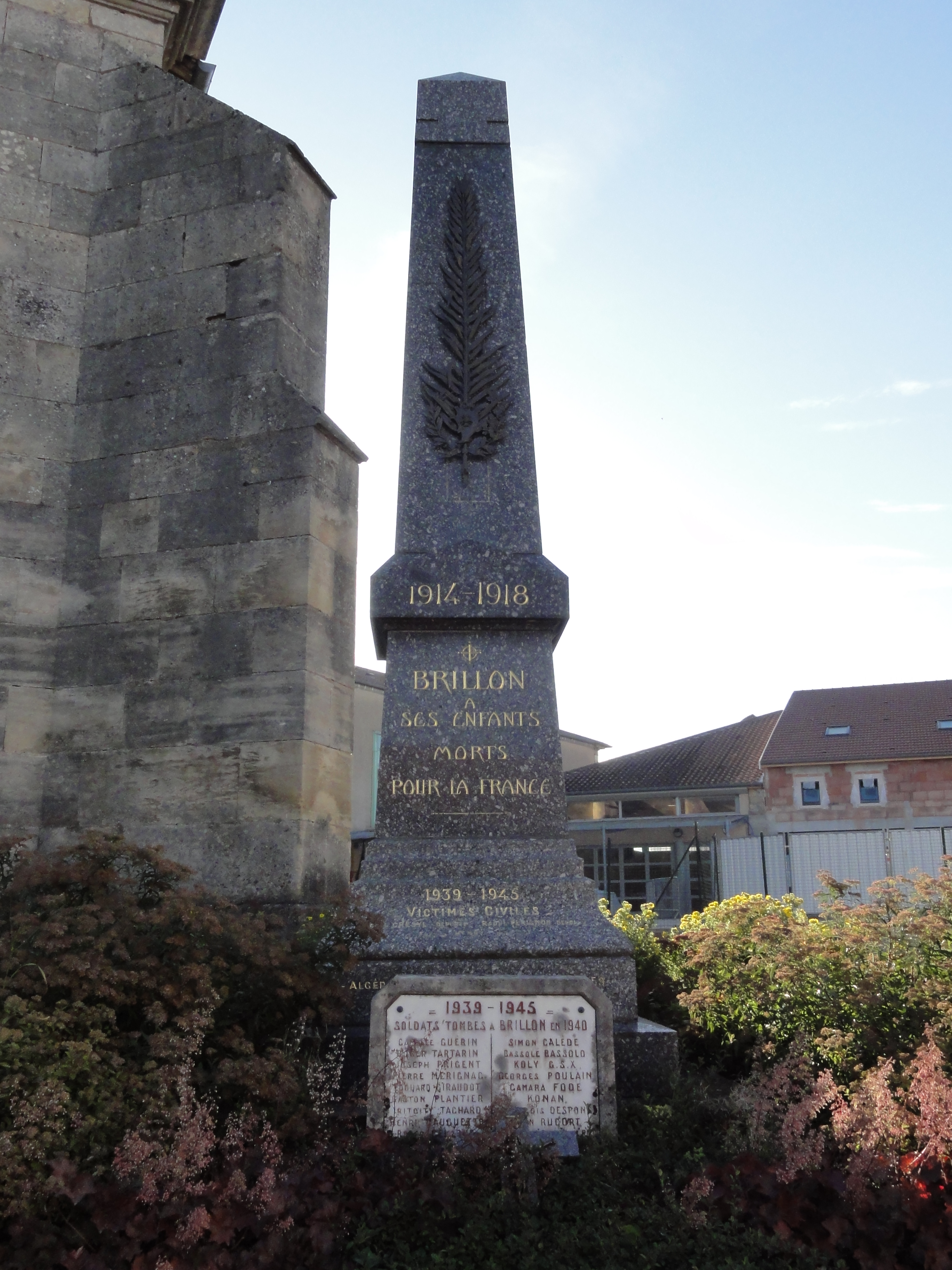
Monument aux morts.
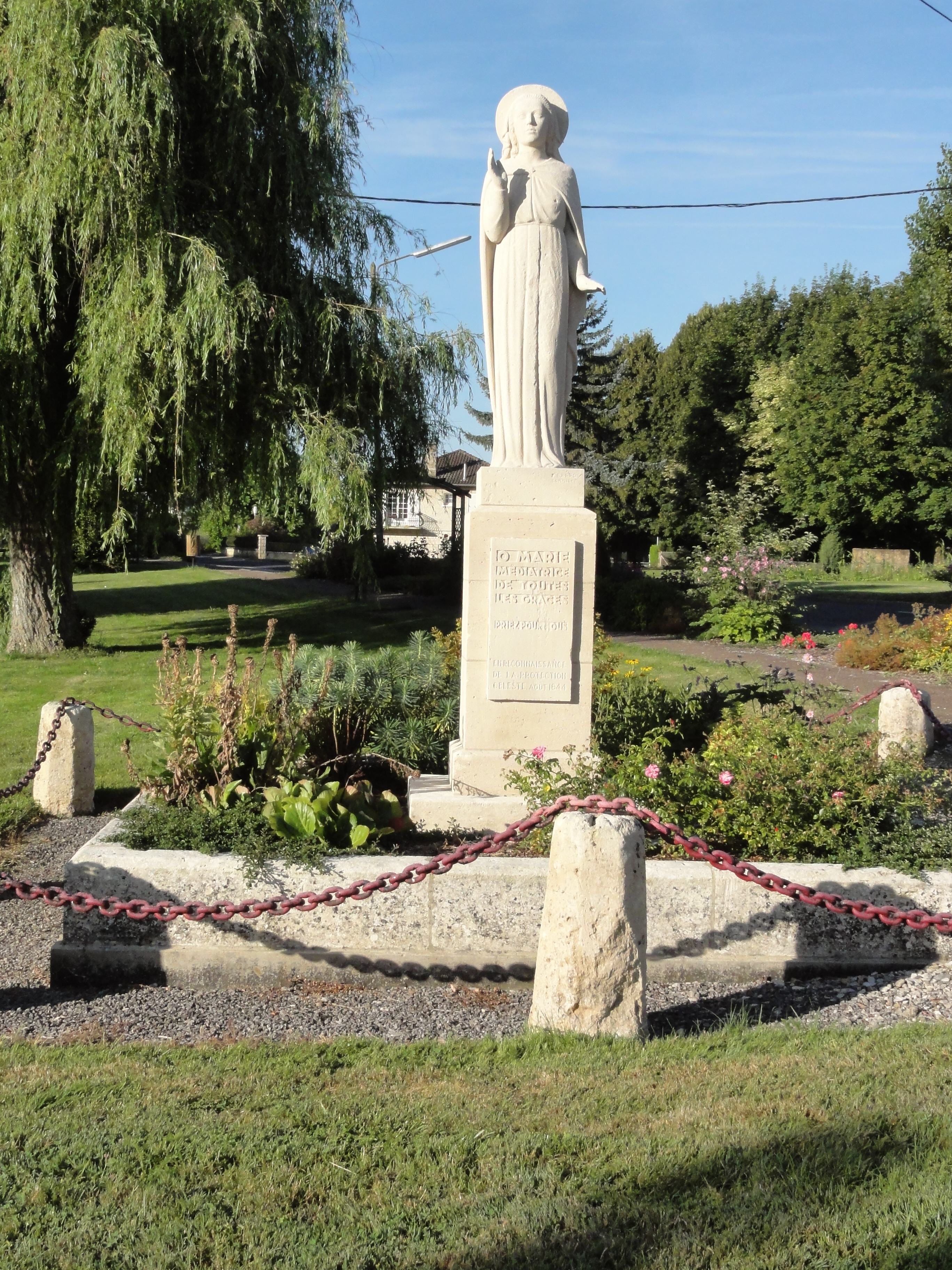
Statue de la Vierge.
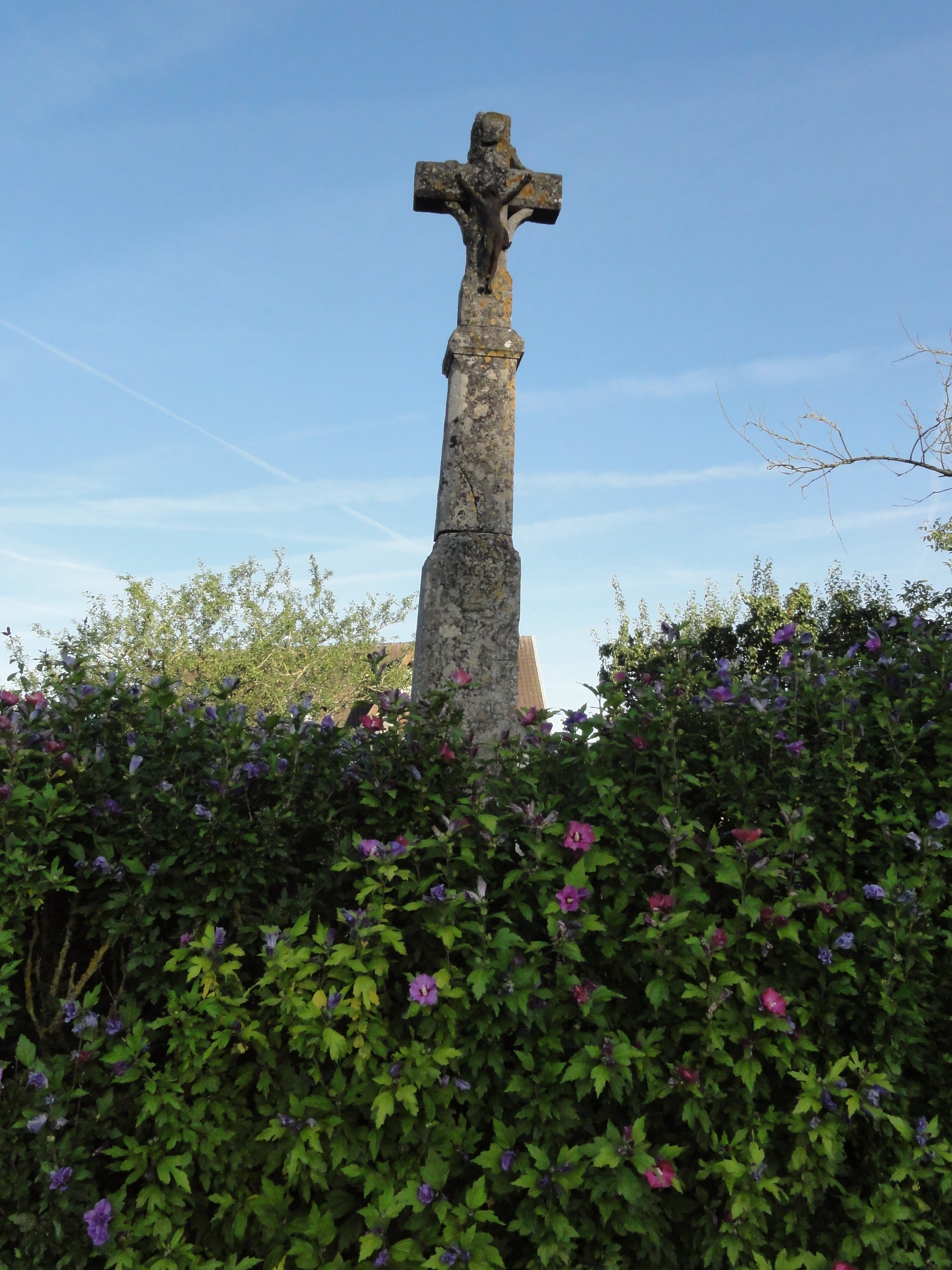
Croix de chemin.
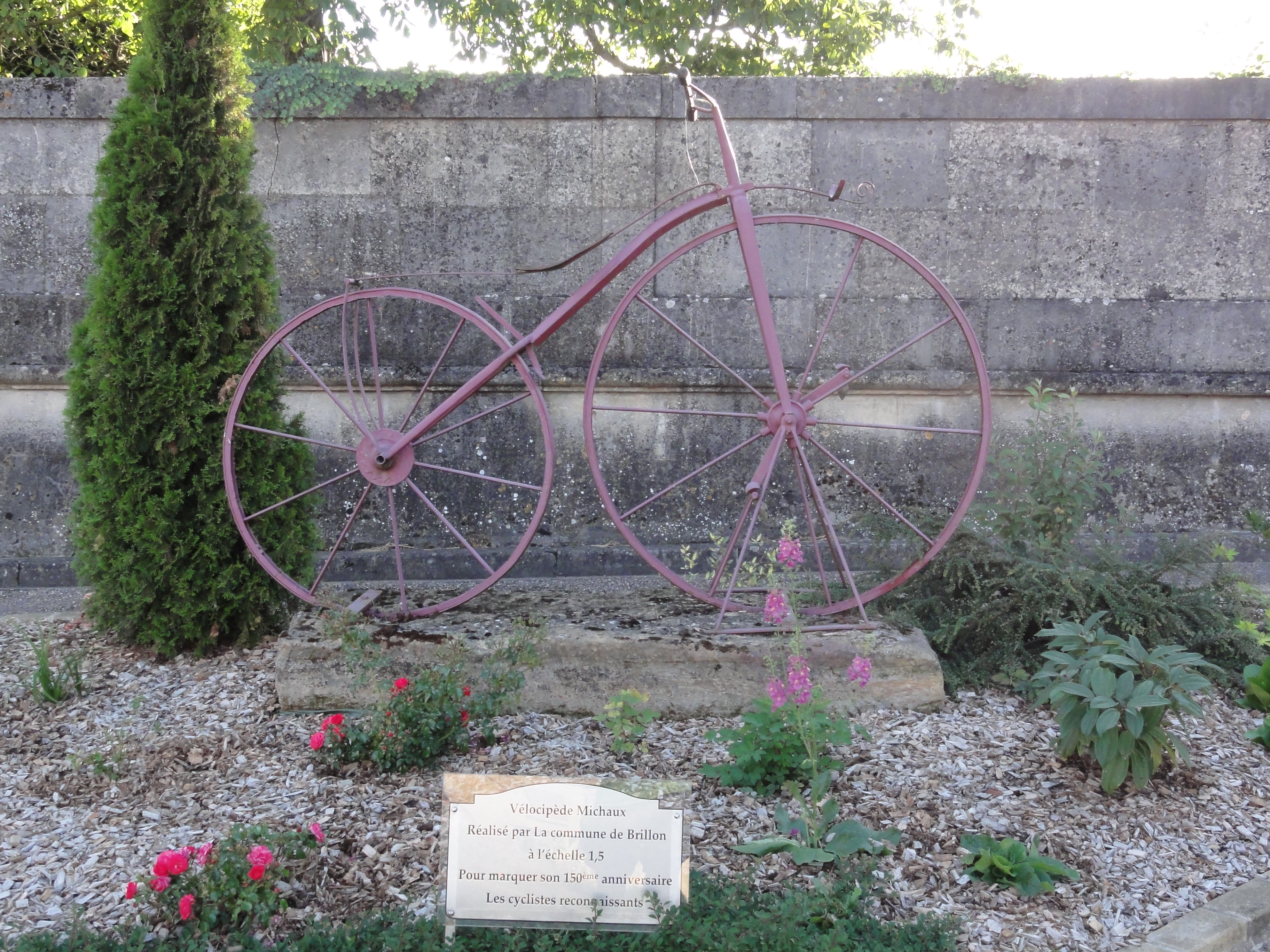
Copie du velocipède Michaux.

### Héraldique
| Blason de Brillon-en-Barrois | Blason  | Coupé haussé, au 1)de gueules, chargé à sénestre, d'une colombe en vol d'argent et à dextre de deux pics de carrier d'or emmanchés d'argent et passés en sautoir ; au 2) d'azur au grand bar d'or, posé en pal, senestré et appointé de deux bars plus petits du même, ployés l'un au-dessus de l'autre. |
| Blason de Brillon-en-Barrois | Détails | Création Robert André Louis avec Florent Renaudin, maire. Adopté le 11 février 2015. |